# August Aleksander Czartoryski

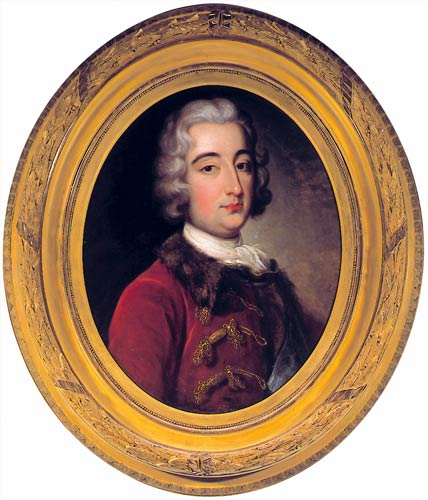
Aleksander August Czartoryski

Fürst August Aleksander Czartoryski (* 1697 in Warschau; † 1782 ebenda) war ein polnischer Militär und Angehöriger der Magnatenfamilie Czartorysk.
Er war der Sohn von Kazimierz Czartoryski und dessen Frau Izabela Elżbieta Morsztyn. Gemeinsam mit seinem Bruder Michał Fryderyk Czartoryski engagierte er sich in der polnischen Reformbewegung und war offiziell Vorsitzender der politischen Partei Familia. Mit dieser gelang ihm nach mehreren gescheiterten Verfassungsentwürfen im Zuge der Freien Wahl von 1764 und unter Einflussnahme von Katharina der Großen die Etablierung von Stanisław August Poniatowski, den Sohn von August Aleksanders Schwester Konstancja Czartoryska, als polnischem König.
Zu seinen politischen Nachfolgern zählt vor allem Ignacy Potocki.

## Familie
Am 17. Juli 1731 heiratete er in Warschau Maria Zofia Sieniawska (1699–1771), eine der reichsten Frauen Europas. Izabela Lubomirska (1736–1816) war seine Tochter, Adam Kazimierz Czartoryski (1734–1823) sein Sohn.